# Uladendron codesurii
Uladendron codesurii är en malvaväxtart som beskrevs av Marcano-berti. Uladendron codesurii ingår i släktet Uladendron och familjen malvaväxter. Inga underarter finns listade i Catalogue of Life.